# Communauté de communes de la Vallée de Chamonix-Mont-Blanc
La communauté de communes de la Vallée de Chamonix-Mont-Blanc est une communauté de communes française du département de la Haute-Savoie.

## Historique
La communauté de communes a été créée par un arrêté en date du 14 décembre 2009, avec effet au 1er janvier 2010, remplaçant ainsi le SIVOM Haute Vallée de l’Arve.

## Territoire communautaire

### Géographie
Elle est située dans la haute vallée de l'Arve.

### Composition
La communauté de communes est composée des 4 communes suivantes :

| Nom                         | Code Insee | Gentilé     | Superficie (km2) | Population (dernière pop. légale) | Densité (hab./km2) |
| --------------------------- | ---------- | ----------- | ---------------- | --------------------------------- | ------------------ |
| Chamonix-Mont-Blanc (siège) | 74056      | Chamoniards | 116,53           | 8 673 (2022)                      | 74                 |
| Les Houches                 | 74143      | Houchards   | 43,07            | 3 529 (2022)                      | 82                 |
| Servoz                      | 74266      | Servoziens  | 13,47            | 1 125 (2022)                      | 84                 |
| Vallorcine                  | 74290      | Vallorcins  | 44,57            | 432 (2022)                        | 9,7                |

### Démographie
| 1968  | 1975   | 1982   | 1990   | 1999   | 2008   | 2013   | 2019   |
| ----- | ------ | ------ | ------ | ------ | ------ | ------ | ------ |
| 9 728 | 10 584 | 11 250 | 12 596 | 13 744 | 13 476 | 13 174 | 13 110 |

## Administration

### Siège
Le siège de la communauté de communes est situé à Chamonix-Mont-Blanc.

### Conseil communautaire
Le conseil communautaire de la communauté de communes se compose de 27 conseillers, représentant chacune des communes membres et élus pour une durée de six ans.
Ils sont répartis comme suit :
| Nombre de conseillers | Communes            |
| --------------------- | ------------------- |
| 13                    | Chamonix-Mont-Blanc |
| 10                    | Les Houches         |
| 3                     | Servoz              |
| 1 (+1 suppléant)      | Vallorcine          |

### Présidence
À l'issue des élections municipales et communautaires de 2020, Éric Fournier, maire de Chamonix-Mont-Blanc est réélu président de la communauté de communes. Il est assisté au sein du bureau communautaire par 8 vice-présidents et 8 conseillers délégués.
| Période       | Période  | Identité      | Étiquette | Qualité                                |
| ------------- | -------- | ------------- | --------- | -------------------------------------- |
| décembre 2009 | En cours | Éric Fournier | DVD       | Maire de Chamonix-Mont-Blanc (2008 → ) |

### Compétences
Au 1er octobre 2022, les compétences mises en commun sont au nombre de 38.

### Régime fiscal et budget
Le régime fiscal de la communauté d'agglomération est la fiscalité professionnelle unique (FPU).

## Pour approfondir